# Kambizem

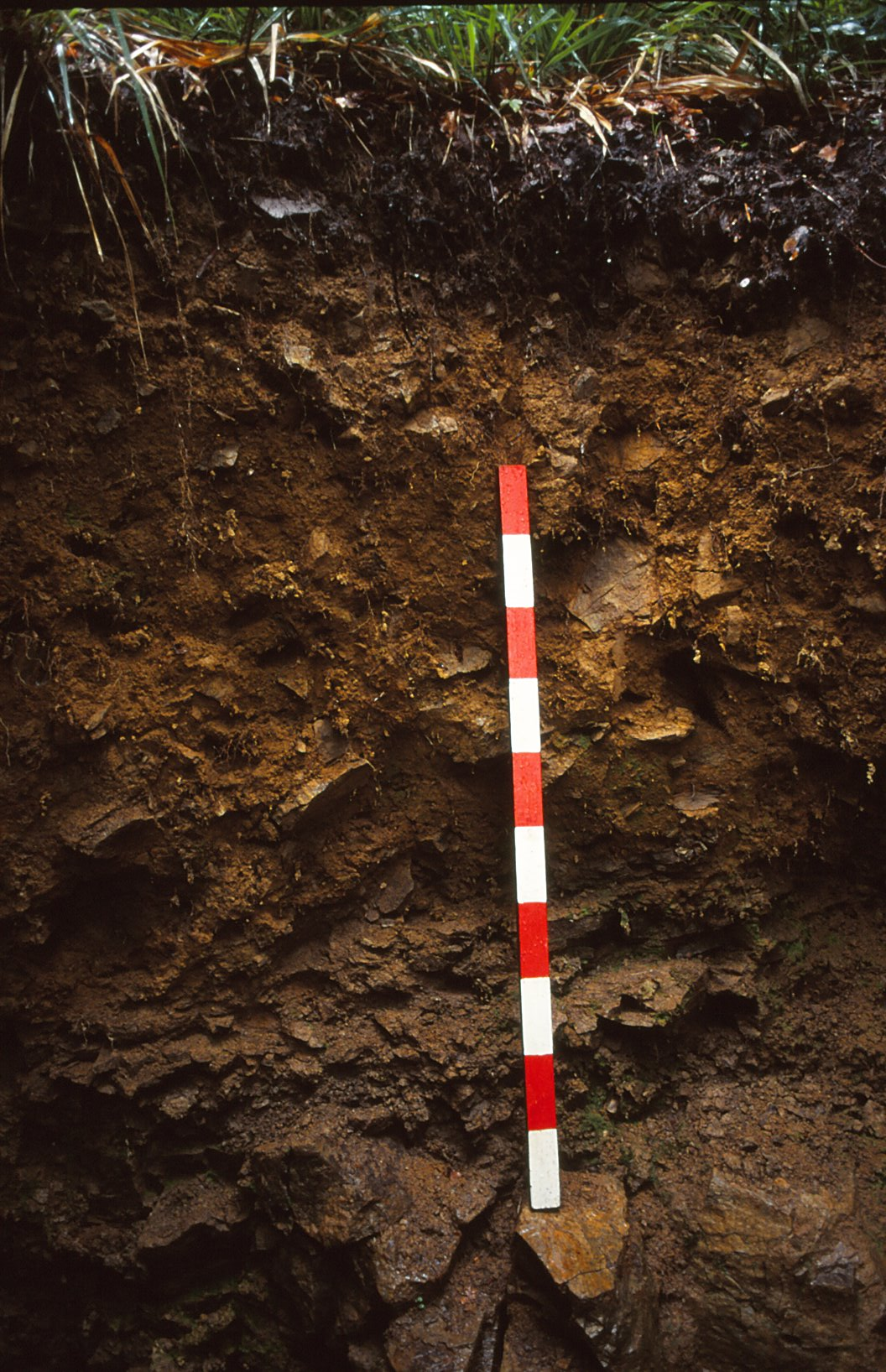
Kambizem

Kambizem (KA) je typ půdy, patřící mezi kambisol. Jedná se o nejrozšířenější půdní typ na území České republiky. Dříve byl nazýván hnědou (lesní) půdou. Název je odvozen z latinského slova cambiare, změnit.
Je vázána na silně členité reliéfy. Nachází se ve svažitých podmínkách v hlavních souvrstvích svahovin magmatitů a metamorfitů a zpevněných sedimentárních hornin. Mateční horniny jsou většinou nekarbonátové, skeletnaté, a proto je v půdní hmotě dostatek materiálu, který poměrně lehko podléhá zvětrávání, čímž se neustále uvolňují živiny, železo a jiné látky.
Kambizemě se vyskytují v mírném humidním klimatickém pásmu, a to především pod listnatými lesy.
Vyznačují se kambickým hnědým metamorfovaným horizontem bez jílových povlaků. Co se týče zrnitosti jsou kambizemě nejčastěji hlinité. Karbonáty, pokud vůbec byly v půdní hmotě, jsou úplně vyluhované. Kambizemě jsou velice rozmanité z hlediska trofismu (minerálního bohatství půdy, jež podmiňuje nasycenost či nenasycenost půd a tím i jejich odolnost vůči okyselení a podzolizaci), zrnitosti, chemických i fyzikálních vlastností a forem nadložního humusu (mul s příměsí moderu). Kambizemě jsou převážně hluboké až velmi hluboké půdy a v jejich vlastnostech se odráží vliv půdotvorného substrátu a nadmořské výšky (tzv. bioklimatický činitel). S nadmořskou výškou stoupá hloubka půdy, zvyšuje se její kyprost, roste obsah humusu a hloubka prohumóznění, zároveň však větší množství srážek způsobuje větší vymývání.
Kambizemě se vyznačují bohatým podílem volných prostorů mezi agregáty i uvnitř agregátů a vysokou biotickou aktivitou.
Kambizemě jsou vývojově mladé půdy a vyvinuly se nejčastěji z rankerů a pararendzin.
Původní vegetací jsou listnaté lesy (dubohabrové až horské bučiny).
Hlavními půdotvornými procesy jsou humifikace a sialitizace, tj. sialitické zvětrávání s tvorbou druhotného jílu bohatého na křemík, spojená s hnědnutím.

## Subtypy a variety
- andická – pod mělovou či moderovou formou nadložního humusu je umístěn andický horizont silnější než 25 cm
- arenická – do hloubky 60 cm má profil zrnitost 1
- dystrická – je značně nasycená hliníkem (více než 30 %), zemědělské půdy mají nasycenost horizontu Bv do 30 %, lesní půdy do 20% u lesních půd
- fluvická – patrné jsou zbytky zvrstvení, složená je ze starých aluviálních substrátů, organické látky jsou v profilu nepravidelně rozložené
- glejová – od hloubky 60 cm patrné výraznější reduktomorfní znaky
- litická – pevná hornina se vyskytuje do hloubky 40 cm
- luvická – v horizontu Bv má slabě vyvinuté povlaky jílu
- melanická – pod mělovou formou nadložního humusu je umístěn melanický horizont silnější než 25 cm
- mesobazická – nasycenost horizontu Bv je u zemědělských půd nižší než 60–30 % a u lesních půd 50–20 %
- modální – tvoří ji středně těžké a lehčí střední substráty
- oglejená – horizont Bv je středně mramorovaný
- pelická – do hloubky 60 cm má profil zrnitost 4
- psefitická – vytvořená z nezpevněných psefitických substrátů (především štěrkopísky a písky)
- rankerová – vytvořila se na svazích, obsahuje více než 50 % skeletu
- umbrická – pod morovou formou nadložního humusu je umístěn umbrický horizont silnější než 25 cm
- vyluhovaná – karbonáty se nachází v substrátu, v horizontu Bv chybí